# Юдхиштхира
Юдхиштхи́ра (санскр. युधिष्ठिर — «стойкий в битве») — герой «Махабхараты», старший из братьев-Пандавов, сын царицы Кунти и царя Лунной династии Панду. Его небесным отцом был бог справедливости Дхарма, отождествляемый с богом смерти и посмертного воздаяния Ямой. Был царём Индрапрастхи и, позднее, Хастинапура. В битве на Курукшетре был лидером Пандавов. Юдхиштхиру также описывают как воина, виртуозно владевшего копьём.
Прозвища:
- Аджаташа́тру — «Тот, чей соперник ещё не родился»;
- Дхармара́джа — «Царь Справедливости»;
- Бхарата — как потомок царя Бхараты;
- Каунтея — матроним, произв. от имени матери Кунти;
- Партха — матроним, произв. от имени матери Притха.

## Рождение и детство
Отец Юдхиштхиры — Панду, царь Хастинапура из династии царя Куру, стал великим воином и покорил окрестные царства, тогда как его старший брат, слепой принц Дхритараштра, занимался жертвоприношениями. Дед Кауравов Бхишма сосватал Панду двух прелестных жён, Кунти и Мадри, и Панду вскоре удалился с ними для жизни в лесу, чтобы наслаждаться охотой. На охоте Панду случайно убил брамина с женой во время их уединения, приняв их за оленя. Перед смертью брамин проклял царя, сказав, что тот умрёт в момент соития с женой.
Одна из жен Панду, Кунти, ещё до женитьбы получила от мудреца Дурвасы заклинание из Атхарваведы, дававшее ей власть вызвать любого бога для обретения потомства. Не имея возможности зачать ребёнка, Панду предложил Кунти воспользоваться мантрой. Первым был призван бог закона и справедливости Дхарма, и рождённому от него принцу Юдхиштхире было предсказано стать Царем справедливости (Дхармараджей). Юдхиштхирa оказался старше первенца Дхритараштры — Дурьодханы, что впоследствии привело к конфликту за престол Хастинапура между сыновьями Панду и Дхритараштры
— Пандавами и Кауравами и битве на Курукшетре.
Другими сыновьями Панду были Бхима (дарованный Ваю), Арджуна (дарованный Индрой) и два близнеца Накула и Сахадева (дарованные близнечными божествами Ашвинами). В то же время у Кунти был сын Карна, дарованный Сурьей ещё до её свадьбы с Панду, когда она из любопытства воспользовалась мантрой, полученной от Дурвасы. Чтобы скрыть позор внебрачной беременности, Кунти избавилась от младенца, и герой Карна вырос приёмышем, не зная родства, и стал непримиримым врагом своих братьев Пандавов.
Вместе с другими своими братьями Юдхиштхира обучался религии, наукам, политике и военному искусству у наставников династии Куру, Крипачарьи и Дроначарьи (известных также как Крипа и Дрона). Под руководством Дроначарьи он стал великим воином, виртуозно владевшим копьем.

### Сын Дхармы
Сыновья богов унаследовали их качества. Юдхиштхира стал известен как неотступно следующий сатье и дхарме, которые он ценил больше, чем амбиции наследника престола, материальные блага или семейные отношения. Однажды он освободил Бхиму от Ямы. Во время изгнания он спас своих четверых братьев от смерти, продемонстрировав не только глубокие знания дхармы, но и умение правильно действовать в сложных обстоятельствах, когда Яма решил испытать его в образе Якши.
Понимание дхармы Юдхиштхирой иногда отличалось от принятого. Так, приняв во внимание определённые обстоятельства, он вместе с остальными Пандавами женился на Драупади и разрешил Бхиме взять в жены демоницу, чем денонсировал систему каст, сказав, что брамин узнаётся по его действиям, а не по рождению или образованию. Это должно было показать обществу, что понимание дхармы должно совершенствоваться со временем. Колесничий Юдхиштхиры никогда не касался земли (кроме случая обмана Дроначарьи, см. Дрона в битве на Курукшетре), что символизировало его известность как мудрого и благочестивого человека — даже перед врагами.

## Царь Индрапрастхи
Старейшины рода Куру, Бхишма (дед Пандавов), Видура (дядя Пандавов), Крипа и Дрона, очень любили Пандавов (в отличие от Кауравов — Дурьодханы и его братьев) за их преданность, благочестиe, успехи в изучении религии и воинского искусства, а также иные навыки и качества, необходимые кшатриям.
После смерти Панду его малолетние сыновья вместе с царицей Кунти вернулись из леса в Хастинапур. Это вызвало широкий резонанс, так как многим жителям Хастинапура Юдхиштхира импонировал больше Дурьодханы в качестве наследника престола; по мнению мудрецов и брахманов, престол должен был принадлежать Юдхиштхире по праву, тогда как слепой Дхритраштра был царём только де-факто. Чтобы разрешить назревающий конфликт, Дхритараштра по настоянию коварного Дурьодханы отправил Пандавов на жительство в город Варнаврату, где их поселили в специально подготовленном по приказу Дурьодханы смоляном доме. Когда дом был подожжён шпионом Дурьйодханы, Пандавы и Кунти спаслись через подземный ход благодаря мудрости и предусмотрительности Юдхиштхиры. Дхритараштра и его придворные считали Пандавов погибшими, пока не стало известно, что тe завоевали руку прекрасной панчалийской принцессы Драупади. Мать Пандавов Кунти по неосторожности предложила сыновьям наслаждаться добычей вместе (хотя завоевал её Арджуна), а когда поняла свою ошибку — было поздно, поскольку она уже не могла взять свои слова обратно. Поэтому Драупади стала общей женой Пандавов. У каждого из братьев было по одному сыну от Драупади; у Юдхиштхиры был сын Пративиндхья.
Узнав, что Пандавы живы, Дхритараштра по совету Бхишмы разделил царство, при этом предоставив сыновьям Панду незаселённые земли под названием Кхандавапрастха, известные своей бесперспективностью; название означает «область леса Кхандава». Однако Юдхиштхира с помощью двоюродного брата, Кришны, сумел основать там город, построенный архитектором полубогов Вишвакармой. По совету Кришны он был назван Индрапрастхой — «землёй Индры». Архитектор асуров Майясура построил в нём дворец Майясабха, имевший на то время наибольший королевский зал в мире, известный также происходившими в нём чудесами (ср. «майя» — иллюзия). В нём Юдхиштхира был объявлен раджой Кхандавапрастхи и Индрапрастхи. Благодаря мудрому и благочестивому управлению царство Юдхиштхиры процветало, и люди со всех сторон стекались к нему.

### Раджасуя
Для получения титула царя царей (самраджи) Юдхиштхира по настоянию божественного Кришны совершил ведическое жертвоприношение раджасуя. Мотивом этого было получение достаточных сил для защиты дхармы во всём мире, уничтожения врагов Кришны (ранее захвативших его наследственную столицу Матхуру) и сдерживания агрессивных соседей.
Арджуна, Бхима, Накула и Сахадева отправились с армиями в четыре стороны света для покорения окружающих царств, так как провести обряд раджасуя и принять титул самраджи суверенный правитель мог, только если окрестные цари признали себя его вассалами. Прежде всего, по настоянию Кришны, Юдхиштхире необходимо было расправиться с могущественным Джарасандхой, царём Магадхи, который владел титулом самраджи, покорив 86 из 100 окрестных царств. Могучий Бхимасена убил Джарасандху в поединке, после чего окрестные цари были готовы покориться власти Юдхиштхиры. Во время церемонии Юдхиштхирa преподнёс почётное питьё Кришне первому из всех гостей. Это обидело двоюродного брата Кришны, царя страны Чеди Шишупалу — одного из приглашённых на церемонию раджей. Ослеплённый гордыней, он начал оскорблять Кришну, престарелого Бхишму, распоряжавшегося церемонией, и Пандавов. Было предсказано, что Кришна однажды убьёт Шишупалу, и поэтому он дал обещание его матери (своей тётке по отцу) простить ему сто оскорблений. Когда же их количество превысило обещанное, Кришна обезглавил Шишупалу своим диском.

### Игра в кости и изгнание
Присутствовавший с остальными родичами на раджасуе Дурьодхана заболел от зависти, видя преуспеяние Юдхиштхиры и его братьев, и его дядя по матери, прожжённый игрок и царь Гандхары Шакуни, предложил вызвать Юдхиштхиру на игру в кости. Несмотря на противодействие мудрецов и старших родичей, старый царь Дхритараштра поддался уговорам своего сына Дурьйодханы и его побратима, незаконнорождённого брата Пандавов Карны, и вызвал Юдхиштхиру на игру. Юдхиштхира, предвидя ужасные последствия, не мог противиться воле Дхритараштры как главы рода Кауравов и старшего родича, заменившего Пандавам отца. Благодаря жульничеству Шакуни, которого хитрый Дурьйодхана выставил своим заместителем в игре, Юдхиштхира проигрывал игру за игрой, ставя на кон царство, богатство, братьев, себя и, в конце концов, жену. Мудрецы молча роняли слёзы, слепой царь радостно вопрошал, выиграли ли его сыновья очередную ставку, а приглашённые цари молчали, боясь гнева яростного и жестокого Дурьйодханы. Младший брат Дурьодханы, Духшасана, притащил Драупади в игорный зал за волосы, но мудрая Драупади повергла мудрецов в растерянность, задав казуистический вопрос: мог ли царь Юдхиштхира распоряжаться судьбой жены, ставя её на кон, если уже проиграл себя, то есть был рабом Кауравов? Дхритараштра был вынужден отпустить Драупади, а в качестве награды за её мудрость подарил ей два желания, и та повелела вернуть свободу и царство её пятерым супругам. Как только Юдхиштхира с братьями удалился, Дурьодхана и Карна вновь переубедили слабовольного старого царя, и тот вызвал Пандавов с полдороги на новую игру.
Вновь проигравший Юдхиштхира по условиям новой игры должен был оставить царство, вместе с братьями и женой провести двенадцать лет отшельниками в лесу, и тринадцатый год — неузнанными среди людей. Лишь тогда за ними сохранялось право потребовать своё царство обратно. Если же условие не будет выполнено или Пандавов узнают раньше времени, они должны будут удалиться в изгнание ещё на двенадцать лет. Драупади и Бхима порицали Юдхиштхиру за то, что тот оказался жертвой азартной игры, будучи совершенно неопытным в ней, и оставил Пандавов беззащитными перед уловками Дурьодханы и Шакуни. Кроме того, Бхимасена настаивал, что Пандавы должны напасть на врагов и силой вернуть жульнически отнятое царство. Драупади также не могла простить пережитого унижения, когда после первой игры Кауравы и Карна обращались с ней, как с рабыней. Праведный Юдхиштхира отвечал, что не будет мстить и не нарушит обязательств, так как дхарма для него дороже царства. В долгих дебатах с братьями и посещавшими Пандавов лесными отшельниками и мудрецами (лесному изгнанию Пандавов целиком посвящена третья книга «Махабхараты», «Араньякапарва») раскрывается уникальный образ Юдхиштхиры, которому больше подходила роль брахмана, а не кшатрия. На протяжении тринадцати лет изгнания Юдхиштхира неоднократно проходил испытания на стойкость в следовании дхарме в различных тяжёлых обстоятельствах. Тринадцатый год он провел при дворе раджи Вираты, правившего в Матсье, как придворный и игрок в кости, развлекавший царя.

### Дхарма-прашна
Следующая история известна как Дхарма-прашна (санскр. प्रश्न, IAST: Praśna вопрос).
В конце двенадцатилетнего изгнания Пандавы встретили брамина, пожаловавшегося им на то, что олень унёс на рогах его арани (пара деревянных дощечек для разжигания огня трением), и теперь он не может разжигать ритуальный огонь. Братья вызвались помочь мудрецу и пошли по следам оленей.
В погоне за таинственным оленем Пандавы устали и захотели пить. Сахадева вызвался принести воды и нашёл прекрасное озеро. В нём не было ни единого живого существа, кроме журавля (бака). Младший из Пандавов уже хотел набрать воды из озера, но журавль неожиданно сказал: «О Сахадева! Вода этого озера превратится в яд, если ты возьмёшь её без разрешения, не ответив на мои вопросы!». Но Сахадева не поверил журавлю и, выпив воды, тотчас умер. То же самое приключилось с Накулой, Арджуной и Бхимой.
Не дождавшись братьев, Юдхиштхирa сам пошёл на их поиски. Увидев их тела возле озера, он решил испить воды перед поиском убийцы. Но бака предупредил и его. Юдхиштхирa догадался, что произошло, но, в отличие от братьев, повёл себя более сдержанно и осторожно. Бака превратился в якшу и задал ему 18 вопросов на различные философские и метафизические темы. Этот диалог является частью Мадхья-парвы в «Махабхарате», и известен как Дхарма-Бака Упакхьяна («Легенда о мистическом журавле»). После того, как Юдхиштхира ответил правильно на все вопросы, якша предстал в облике бога Дхармы и оживил Пандавов. Это типичный фольклорный мотив испытания героя, причём суть испытания сводилась к тому, кого Юдхиштхира пожелает спасти: родного брата или сводного.

## Битва на Курукшетре
По окончании изгнания Дурьодхана при поддержке могучего Карны (мысль о грядущем сражении с ним не давала Юдхиштхире спать все двенадцать лет изгнания) и попустительстве старого царя отказался вернуть царство Юдхиштхире. Юдхиштхира посылал к Дхритараштре два посольства, второе осуществлял сам Кришна, но старый царь из-за любви к старшему сыну не уступил Пандавам их доли царства. Мысль о том, что в борьбе за свои права придется сражаться против своих близких и убивать их, была противна Юдхиштхире. В какой-то момент Юдхиштхира сказал, что готов отказаться от царства, и согласен получить только пять деревень, но надменный и самоуверенный Дурьйодхана отверг и это мирное предложение. Кришна, наиболее верный советчик (который уже был признан аватарой Вишну Пандавами), обращал внимание братьев, что требования Юдхиштхиры справедливы, а дела Дурьодханы противоречат дхарме. И если мирные предложения провалились, то война будет единственно верным решением. В Махабхарате посвящено много стихов нерешительности Юдхиштхиры, не желавшего начинать кровопролитие, однако Кришна обосновывал войну справедливой и долгом всех благородных воинов, после того, как все попытки завершить дело миром исчерпались. Кроме того, Кришна привёз Юдхиштхире послание от его матери Кунти: отказ от сражения покроет его позором как кшатрия. Перед битвой Кунти впервые встретилась со своим старшим сыном Карной, прося его перейти на сторону Пандавов, а когда он отказался (не желая бросить приёмных родителей и предать побратима — Дурьодхану) — хотя бы щадить Пандавов в битве. Карна обещал матери щадить всех Пандавов, кроме Арджуны, с которым соперничал всю жизнь и хотел сражаться насмерть.

### Победы Пандавов
Уже находясь во главе войска на Курукшетре, Юдхиштхира внезапно сложил оружие, снял доспехи, сошёл с колесницы и направился к вражескому войску. Подойдя по очереди к своему деду Бхишме, наставникам Дроне и Крипе, и дяде царю мадров Шалье, благочестивый Юдхиштхира попросил благословения и разрешения сражаться против них. Старцы удовлетворённо благословили его, после чего Юдхиштхира постарался выведать, как можно повергнуть непобедимых бойцов, владевших секретами небесного оружия. После этого Юдхиштхира предложил всем желающим покинуть ряды армии Кауравов и перейти на его сторону. Откликнулся только один могучий воин — сын Дхритараштры от служанки по имени Юютсу. Когда битва началась, Бхишма, поставленный во главе войска Кауравов, истреблял войско Пандавов, пока на девятый день Юдхиштхира не напомнил старцу о том, что тот обещал рассказать, как его можно победить. На следующий день перед Бхишмой выставили панчалийского принца Шикхандина, который раньше был женщиной. Благородный Бхишма не мог поднять оружия против женщины, и из-за его спины был расстрелян Арджуной. После того, как на десятый день битвы был повержен Бхишма, войско кауравов возглавил непобедимый Дрона, который также беспрепятственно истреблял армию Пандавов. Кришна предложил план, как обхитрить Дрону сказав, что его сын Ашваттхама умер. Это бы позволило обезвредить одного из лучших воинов армии Куру. Для этого Бхима убил слона, которого звали так же, как и сына, громко возвестив о смерти Ашваттхамы все поле битвы. Дрона зная, что лишь Юдхиштхира сможет сказать ему правду, спросил старшего из Пандавов действительно ли его сын умер? Юдхиштхира ответил «Ашваттхама умер», добавив на санскрите «Praha kunjara ha» («будь то человек или слон»), но окончание фразы поглотил звук боевых барабанов, заигравших по указу Кришны, знавшего, что Юдхиштхира не сможет соврать. В отчаянии Дрона сложил оружие и погрузился в медитацию, и Дхриштадьюмна, рождённый для убийства Дроны, обезглавил командира противников. Колесница дхармараджи (праведного царя) Юдхиштхиры двигалась, не касаясь земли; но после подлого обмана Дроны, спровоцированного Кришной, Юдхиштхира утратил статус праведника, и с тех пор его колесница передвигалась по земле. Смерть любимого учителя глубоко опечалила Арджуну, надеявшегося взять его в плен. После гибели Дроны войско Дурьйодханы возглавил Карна, который на второй день командования был предательски убит Арджуной (не знавшим, что это его брат) по совету Кришны. В последний день командование принял Шалья, которого ещё до битвы Юдхиштхира уговаривал, став возницей Карны, предать его. После этого Юдхиштхира собственноручно убил в поединке последнего военачальника Кауравов Шалью, царя Мадры и брата матери Накула и Сахадева, которого обманом вынудили сражаться против армии племянников. В последнюю ночь трое оставшихся в живых из армии Кауравов напали на спящий лагерь Пандавов (самого Юдхиштхиры с братьями и Кришны там не было), и вырезали всё их войско, включая сыновей Драупади. В это же время Бхимасена в битве на палицах с Дурьйодханой по совету Кришны убил принца Кауравов запрещённым ударом (ниже пупа).

### Ашвамедха
Война закончилась победой Пандавав и смертью сыновей, внуков, зятя и шурьёв Дхритараштры, но все дети, тести, шурья и племянники Пандавов также погибли. Осталась только беременная невестка Арджуны принцесса матсьев Уттара (жена погибшего сына Арджуны юного богатыря Абхиманью), которая через несколько месяцев после битвы родила принца Парикшита, которому и суждено было продолжить род. Множество воинов полегло с обеих сторон. Юдхиштхира провел ритуал тарпаны по душам погибших. Только во время ритуала поминовения павших героев Пандавы узнали от Кунти, что их непримиримый враг Карна был их братом. Юдхиштхира не мог простить матери, что она скрыла от него эту тайну, считая, что если бы Карна был на их стороне, то войны бы не было. В результате Юдхиштхира осудил мать и подверг всех женщин проклятию на будущие времена: ни одна из них больше не сможет хранить тайну. По возвращении в Хастинапур он был коронован раджой Хастинапура и Индрапрастха. Юдхиштхира, помня об уважении к старшим и долгу сыновей к отцам, вернул Хастинапур постаревшему Дхритараштре, чьи амбиции и нерешительность привели к вражде и гибели его сыновей. Сразу после битвы Юдхиштхира, помня о бесчестном поведении Пандавов на поле боя, упорно отказывался принять власть, которая стоила стольких жизней, но после долгих наставлений о долге царя перед подданными (книги двенадцатая «Шантипарва» и тринадцатая «Анушасанапарва») согласился принять власть над империей Кауравов, сохраняя при этом почётное положение и формальное старшинство престарелого Дхритараштры.
Позже Юдхиштхира провел Ашвамедха ягью для сообщения Кришне через своего деда бхагавана Ведвьясу об установлении правил дхармы во всем мире и о раскаянии за все свои грехи, совершенные на протяжении братоубийственной войны, где погибло много родственников и друзей. В ходе ягьи жертвенный конь был отпущен бродить по своей воле один год и за ним следовал Арджуна с армией. Раджам всех стран, по чьим территориям шёл конь, было предложено покориться Юдхиштхире или сражаться. Старший из Пандавов снова стал правителем всего мира.

## Отречение и путь на небеса
После наступления Кали-юги и ухода Кришны, Юдхиштхира с братьями правили ещё тридцать шесть лет, а затем отреклись от трона в пользу пережившего битву на Курукшетре внука Арджуны Парикшита. Передав ему все свои владения и обязанности они отправились в последнее путешествие — паломничество в Гималаи.
Поднимаясь на вершины Драупади и каждый из Пандавов в порядке, обратном их возрасту умирали и падали под тяжестью чувства вины за свои грехи. Юдхиштхира достиг вершины так как он был неподвластен греху или неправде.
Настоящий характер Юдхиштхиры был проявлен в конце Махабхараты. Индра, царь богов ведического пантеона, прибыл на вершину горы чтобы отвезти Юдхиштхиру в рай на своей золотой колеснице. Юдхиштхира ступил было на колесницу, но Индра сказал оставить его спутника пса, создания, которому вход на небеса не был позволен. Юдхиштхира не пожелал оставлять в одиночестве существо, однажды взятое под его опеку. Индра спроисил: «Ты можешь оставить братьев позади без кремации… И ты отказываешься покинуть бродячего пса!» Юдхиштхира ответил: «Драупади и братья покинули меня, не я их» и отказался пойти далее без собаки. В этот момент пёс превратился в бога Дхармы, испытывавшего Юдхиштхиру в образе животного. Старший из Пандавов с честью выдержал последнее испытание.
По прибытии в рай он не нашёл ни одного из своих братьев или жены Драупади, напротив, встретив Дурьодхану и его помощников. Полубоги объяснили ему, что его братья в Нараке (аду) за свои малые грехи, в то время как Дурьодхана в раю за доблесть, проявленную на Курукшетре. Юдхиштхира отправился в ад, чтобы увидеть своих братьев. Там его ужаснули стоны и реки крови, пролившиеся в битвах, но овладев собой он услышал голоса любимых братьев и жены. Они звали его и просили разделить с ними страдания. Юдхиштхира рассудил, что лучше остаться в аду среди хороших людей, чем в раю среди врагов и отправил небесного колесничего назад. В этот момент все преобразилось, оказавшись иллюзией и ещё одним испытанием сына Дхармы. Индра и Кришна явились Юдхиштхире и поведали, что его братья уже на небесах вместе со своими бывшими противниками, а земные пороки и добродетели — иллюзия на небесах. Так же Кришна приветствовал Юдхиштхиру за его преданность справедливости и предложил присоединиться к своим родственникам в настоящем раю в обители Индры.